# Districte de Quimper

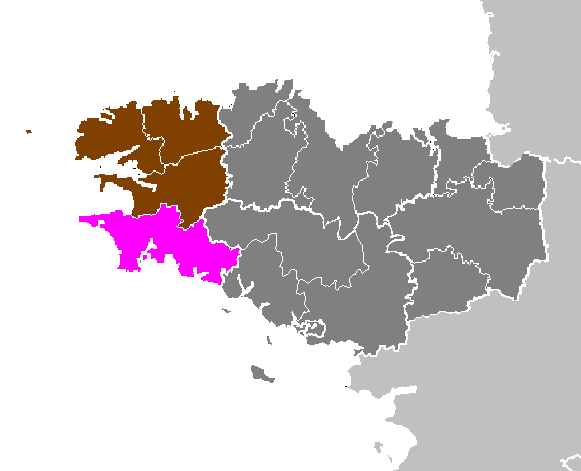
Localització del Districte de Quimper

El Districte de Quimper és un dels quatre districtes amb què es divideix el departament francès de Finisterre, a la regió de la Bretanya. Té 17 cantons i 82 municipis. El cap del districte és la prefectura de Quimper.

## Categoria
cantó d'Arzano - cantó de Bannalec - cantó de Briec - cantó de Concarneau - cantó de Douarnenez - cantó de Fouesnant - cantó de Guilvinec - cantó de Plogastel-Saint-Germain - cantó de Pont-Aven - cantó de Pont-Croix - cantó de Pont-l'Abbé - cantó de Quimper-1 - cantó de Quimper-2 - cantó de Quimper-3 - cantó de Quimperlé - cantó de Rosporden - cantó de Scaër